# Дудулешти
Дудуле́шти (рум. Dudulești) — село в Комратського округу Гагаузії Молдови, відноситься до комуни Конгазчикул-де-Сус.